# Corpuscule tactile
Les corpuscules tactiles sont des terminaisons situées dans le derme ou l'hypoderme de la peau, permettant le ressenti des sensations de pressions et d'étirements.